# Ponte Fabricio
Der Ponte Fabricio (lateinisch Pons Fabricius), auch Ponte dei Quattro Capi, ist die älteste noch im Ursprungszustand erhaltene Brücke in Rom. Sie verbindet als Gegenstück zum Ponte Cestio die Tiberinsel mit dem Stadtteil Ripa auf dem linken Flussufer des Tiber. Sie wurde 62 v. Chr. von dem für die Straßen zuständigen curator viarum Lucius Fabricius errichtet.

## Beschreibung
Die zwei Bögen der Brücke wurden mit einem Betonkern aus opus caementicium errichtet, die Unterzüge der Bögen und die Pfeiler bestehen aus lapis Gabinus, einem lokalen Peperino-Tuffstein, der bei dem antiken Ort Gabii abgebaut wurde. Der Brückenkörper wurde anschließend vollständig mit Travertin verkleidet. Die heute sichtbaren Ziegel-Verblendungen sind bei Restaurierungen und Reparaturen in späterer Zeit entstanden. Die Brüstungen der Brücke stammen von einer Restaurierung der Brücke zur Zeit von Papst Innozenz XI. um 1679.
Im Mittelpfeiler befindet sich eine große Bogenöffnung, die den Druck auf das Fundament reduziert und bei Hochwasser den Wasserwiderstand der Brücke verringert. Bis zum Bau der Ufermauern zum Hochwasserschutz ab 1876 war die Brücke durch lange Rampen an die Ufer angeschlossen, zwei kleine Bögen stützten die Rampen auf beiden Seiten, auf der Stadtseite zum Ghetto hin folgte noch ein weiterer Bogen. Teile der Rampen haben sich in den Kellern angrenzender Gebäude erhalten.

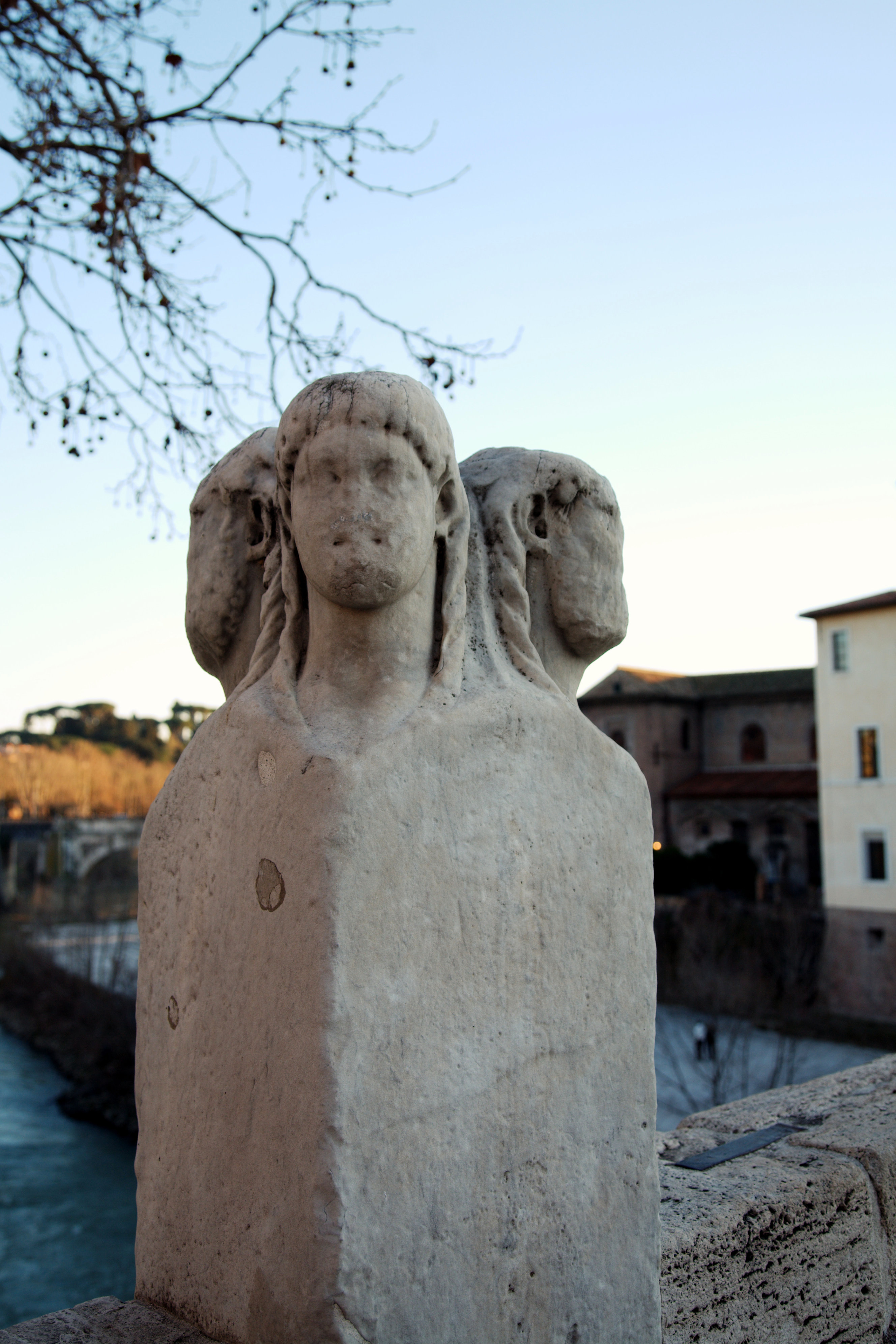
Eine der Stelen mit den zwei Doppelköpfen

Den Namen Ponte dei Quattro Capi (Brücke der vier Köpfe) erhielt sie von zwei antiken Stelen am Beginn der Brücke mit je vier Köpfen die Herkules oder Janus darstellen. Im Mittelalter wurde sie auch Pons Judaeorum genannt, da sie zum jüdischen Ghetto von Rom führte.